# Sybille Brüdgam
Sybille Brüdgam (* 4. Dezember 1965 in Kleinmachnow) ist eine ehemalige deutsche Fußballspielerin.

## Karriere

### Vereine
Brüdgam gewann zwischen 1983 und 1989 viermal mit der BSG Turbine Potsdam die DDR-Bestenermittlung/-Meisterschaft. Ab 1995 spielte sie für Tennis Borussia Berlin, nachdem sie im Vorjahr mit dem SSV Turbine Potsdam in die Bundesliga aufgestiegen war.

### Nationalmannschaft
Brüdgam wirkte im einzigen Länderspiel der DDR-Nationalmannschaft mit, die am 9. Mai 1990 im Karl-Liebknecht-Stadion im Potsdamer Stadtteil Babelsberg gegen die Nationalmannschaft der ČSFR vor etwa 800 Zuschauern mit 0:3 verlor.